# Barangaroo (New South Wales)
Barangaroo ist ein Stadtteil im Zentrum von Sydney, New South Wales, Australien. Es befindet sich am nordwestlichen Rand des zentralen Geschäftsviertels von Sydney und am südlichen Ende der Sydney Harbour Bridge. Es ist Teil des lokalen Regierungsgebiets (LGA) der City of Sydney.

## Geschichte
Barangaroo wurde von den australischen Ureinwohnern vor der kolonialen Besiedlung zum Fischen und Jagen genutzt. Das Gebiet umfasst auch die Hungry Mile, das Hafengebiet von Darling Harbour East, das seinen Namen während der Großen Depression erhielt, als Tagelöhner auf der Suche nach Arbeit – oft erfolglos – von Kai zu Kai gingen.
Im Jahr 2003 beschloss die Regierung von New South Wales, das Gebiet von Schifffahrts- und Stauereieinrichtungen zu sanieren, um mehr kommerzielle Büroflächen und Erholungsgebiete zu schaffen. Diese Sanierung wurde von 2005 bis 2012 von einem Planungswettbewerb zu einem Konzeptplan weiterentwickelt. In der Zwischenzeit wurden die Stauereieinrichtungen verlagert, ein Teil des Geländes saniert und vorübergehende Alternativnutzungen wie Großveranstaltungen eingerichtet, bis eine größere Entwicklung anstand. Das Gelände wird von einer Behörde der Regierung des Bundesstaats, der Barangaroo Delivery Authority, verwaltet.
Die Sanierung begann 2012 und soll 2024 vollständig abgeschlossen werden.[veraltet] Sie umfasst eine Parklandschaft mit mehreren neuen Wohngebäuden sowie eine U-Bahn-Station, ein Hotel, einen „kulturellen Raum“ und ein Kasino.